# Isi Leibler
Isi Leibler (en hebreo:איזי ליבלר; Amberes, 9 de octubre de 1934-Israel, 13 de abril de 2021) fue un activista judío australiano israelí.

## Biografía
Nacido en Amberes, Bélgica, Leibler fue llevado a Melbourne, Australia por sus padres cuando era un bebé, justo antes del estallido de la Segunda Guerra Mundial. Leibler se desempeñó como presidente del Consejo Ejecutivo de los judíos australianos y presidente de la Junta de Gobierno del Congreso Judío Mundial. Fue un líder en la campaña global en nombre de los judíos soviéticos y jugó un papel en el período previo a las relaciones diplomáticas israelíes entre India y China.
En Australia, la empresa de Leibler, Jetset Tours, era la organización de viajes más grande de la región con sucursales en todo el mundo. También fue director de una de las tres compañías de televisión nacionales de Australia.
Liebler se casó con Naomi Porush en 1958 y la pareja tuvo tres hijos y una hija. Leibler y su esposa se mudaron a Israel en 1999 y se instalaron en Jerusalén. Todos sus hijos y la mayoría de sus familiares también viven en Israel.
Escribió columnas semanales en el Jerusalem Post, el diario hebreo Israel Hayom y en su blog Candidly Speaking from Jerusalem.

## Judería australiana
Descrito en la nueva edición de Encyclopaedia Judaica como "indiscutiblemente el líder laico judío dominante en Australia durante el cuarto de siglo anterior", Leibler ocupó el liderazgo de la comunidad judía australiana (Consejo Ejecutivo de los judíos australianos) desde 1978 y ocupó cuatro mandatos en esta oficina, jubilándose en 1995.
Leibler ocupó cargos de alto nivel en el Congreso Judío Mundial (WJC), una organización que representa a los judíos a nivel mundial, incluido el presidente de la junta directiva y el vicepresidente senior.

## Judería soviética
La participación de Leibler en la lucha por los judíos soviéticos fue solicitada por primera vez por Shaul Avigur, el jefe de Nativ (la entonces agencia encubierta que se ocupaba de los judíos soviéticos), quien jugó un papel enorme entre bastidores en la formulación de políticas durante los primeros años del estado. En 1962, el Sr. Leibler diseñó una campaña pública que resultó en que Australia se convirtiera en el primer país del mundo en plantear la difícil situación de los judíos soviéticos en las Naciones Unidas. En 1965, publicó Judería soviética y derechos humanos.
Antes del colapso del bloque comunista, Leibler realizó numerosas visitas a la Unión Soviética y desarrolló estrechas asociaciones con los principales disidentes y refuseniks judíos, que aún mantenía en Israel. Las visitas terminaron en 1980 con su arresto y expulsión de la Unión Soviética.
Cuando Mijaíl Gorbachov liberalizó el sistema, Leibler se convirtió en el primer líder judío internacional en ser invitado a la Unión Soviética para evaluar los cambios. Posteriormente lanzó el primer centro cultural judío en la Unión Soviética: el Centro Solomon Mykhoels en Moscú, junto con los primeros Festivales de la Canción Hebrea en Moscú y San Petersburgo.
Las actividades y la campaña de Leibler en nombre de los judíos soviéticos están documentadas en el libro: Let my People Go: La historia no contada de Australia y los judíos soviéticos 1969-1989, escrito por Sam Lipski y Suzanne Rutland en 2015.

## Asia Pacífico
Tras la liberación de los judíos soviéticos, Leibler centró su atención en la región de Asia Pacífico. Se reunió con el primer ministro indio, Narasimha Rao, y el ministro de Relaciones Exteriores de China, Qian Qichen, antes del establecimiento de relaciones diplomáticas entre Israel y ambos países. Leibler también convocó a un coloquio para destacados académicos judíos y chinos en Beijing antes de que se instituyeran las relaciones diplomáticas entre Israel y China.

## Controversia
En 2004, Leibler se enfrentó al liderazgo del WJC sobre el tema de la gobernanza, la transparencia financiera y las irregularidades financieras. El conflicto entre Leibler y el presidente del WJC, Israel Singer, giró en torno a la demanda del primero de una investigación sobre la transferencia de $1.2 millones desde la sede de la organización en Nueva York a una cuenta bancaria en Ginebra, y la posterior transferencia del dinero por parte de Singer a una cuenta fiduciaria mantenida. por su amigo. Los llamamientos de Leibler a una auditoría independiente exhaustiva lo pusieron en conflicto con Singer y Edgar Bronfman, "el presidente, benefactor principal y guía" del WJC desde hace mucho tiempo.
En enero de 2005, Leibler renunció como vicepresidente de WJC y le dijo a Haaretz que "llegó a la conclusión de que no puedo permanecer en una organización que me exige dar un sello de aprobación a las actividades que considero inapropiadas". Elan Steinberg también abandonó el WJC en medio de la controversia, mientras que otros dos altos funcionarios fueron despedidos. Leibler escribió que su posición había sido "reivindicada" pero expresó "profunda tristeza" por el desorden de la organización.
En 2004, la Oficina del Fiscal General del Estado de Nueva York inició una investigación sobre el WJC. La Oficina del Fiscal General emitió un informe en 2006 que encontró "mala gestión financiera grave" en WJC, incluidos pagos y préstamos indebidos a Singer. Bajo un acuerdo entre la Oficina del Fiscal General y WJC, Singer fue excluido de los roles de liderazgo de la organización y devolvió varios préstamos y pagos, y WJC emprendió reformas. Posteriormente, el WJC presentó una demanda por difamación de $6 millones contra Leibler en los tribunales israelíes, pero retiró la acción menos de seis meses después, y el tribunal le ordenó pagar los gastos legales de Leibler. Una auditoria de PricewaterhouseCoopers en 2006 presentada por el WJC a la Oficina del Fiscal General descubrió que el escándalo financiero era "significativamente más amplio de lo que se conocía públicamente", con unos 3 millones de dólares no contabilizados entre 1994 y 2004. Leibler, descrito por el Jewish Daily Forward como el "crítico más persistente" del WJC, dijo que estos hallazgos no eran sorprendentes.
Leibler fue acusado de deslegitimar a los judíos liberales que apoyaban a Israel. Leibler respondió que "mantengo mi punto de vista de que aquellos cuyo objetivo principal es deslegitimar y demonizar al estado judío deben ser marginados de la comunidad judía mayoritaria. Eso no es fascismo. Es de sentido comun."
Leibler pidió una investigación externa completa y la divulgación de malversaciones masivas de fondos en la Conferencia sobre Reclamaciones de Material Judío contra Alemania (Conferencia de Reclamaciones), citando acusaciones de incompetencia, deshonestidad y encubrimientos, la ausencia de una junta de revisión independiente, burocratización y dominación por una pequeña camarilla, junto con la falta de "priorizar las necesidades de los sobrevivientes, que ahora son ancianos y muchos de los cuales viven en la pobreza extrema". En respuesta a Claims Conference, Julius Berman ha acusado a Leibler de participar "en invectivas irresponsables y acusaciones infundadas contra una organización que durante casi 60 años ha sido la principal defensora internacional de los derechos de las víctimas del Holocausto".

## Publicaciones y escritos
Leibler fue columnista de The Jerusalem Post. También fue columnista habitual de Israel Hayom, el diario israelí.
Leibler escribió sobre los peligros del extremismo religioso, en particular el nacionalismo religioso radical.
Leibler fue el autor de The Israel-Diaspora Identity Crisis: A Looming Disaster.
Presidió el Comité de Diáspora de Israel del Centro de Asuntos Públicos de Jerusalén, un grupo de expertos israelí.
Leibler también publicó un estudio sobre la amenaza que representa el post-sionismo para el alma de Israel, titulado ¿Acaba el sueño?

## Premios
Leibler fue nombrado CBE (Comandante de la Orden del Imperio Británico) en 1977, AO (Oficial de la Orden de Australia) en 1989 y doctor honoris causa en Letras de la Universidad de Deakin en 1990. 
En 2015, Leibler recibió un doctorado honorario de la Universidad Bar Ilán en reconocimiento a "sus incansables esfuerzos para abordar los desafíos que enfrenta la nación judía en cada encrucijada histórica".